# You've Made Me So Very Happy
"You've Made Me So Very Happy" is een nummer van de Amerikaanse zangeres Brenda Holloway. Het werd op 17 augustus 1967 als single uitgebracht. Een jaar later stond het ook op haar compilatiealbum The Artistry of Brenda Holloway. In maart 1969 bracht de jazzrockband Blood, Sweat & Tears een succesvolle cover van het nummer uit.

## Achtergrond
De credits van You've Made Me So Very Happy staan op naam van Motown-baas Berry Gordy, Brenda Holloway, haar zus Patrice Holloway en Frank Wilson. Het lied werd geproduceerd door Wilson en Gordy. Het was de laatste single van Holloway op Tamla, een dochteronderneming van Motown, nadat zij al langere tijd ontevreden was over de steun van het label voor haar muziek. Hoewel dit een optimistisch nummer was, gaat het over een relatiebreuk waarmee Holloway op dat moment te maken had.
Holloway en Gordy hadden tijdens de opnames ruzie over het arrangement van het nummer. Gordy had door een minieme toevoeging zichzelf tot co-auteur van het lied gemaakt, waardoor hij een deel van de royalty's kon claimen. Gordy kreeg zijn zin en Holloway besloot na het uitbrengen van de single bij Motown te vertrekken. Toch kreeg het nummer meer aandacht dan haar vorige singles: zo piekte het op de veertigste plaats in de Amerikaanse r&b-lijsten en was het haar derde top 40-hit in de Billboard Hot 100, waar het tot plaats 39 kwam. 
Op 16 oktober 1968 nam de jazzrockgroep Blood, Sweat & Tears een cover van You've Made Me So Very Happy op. Later dat jaar verscheen deze versie op hun tweede album Blood, Sweat & Tears, en in maart 1969 werd het uitgebracht als de eerste single van het album. Het werd een van de grootste hits van de groep en bereikte de tweede plaats in de Billboard Hot 100, waar het door Aquarius/Let the Sunshine In van The 5th Dimension van de eerste plaats werd gehouden. In Canada werd het wel een nummer 1-hit. De single behaalde ook in Europa een klein succes en kwam tot plaats 35 in de Britse UK Singles Chart en plaats 23 in de Nederlandse Top 40. Ook kwam het in de tiplijst van een voorloper van de Waalse Ultratop 50 terecht.
Door het succes van Blood, Sweat & Tears besloot Brenda Holloway alsnog een proces aan te spannen tegen Berry Gordy om de royalty's voor You've Made Me So Very Happy eerlijk te verdelen. Ze won de rechtszaak in 1969.
Andere versies van You've Made Me So Very Happy werden opgenomen door onder meer Shirley Bassey, Cher, Sammy Davis jr., Alton Ellis, Gloria Estefan, Bobbie Gentry, Mina, The Miracles, Matt Monro, Lou Rawls, Diana Ross, Edwin Starr met Blinky, en The Temptations.

## Hitnoteringen
Alle noteringen zijn behaald door de versie van Blood, Sweat & Tears.

### Nederlandse Top 40
| Hitnotering: 12-04-1969 t/m 03-05-1969 | Hitnotering: 12-04-1969 t/m 03-05-1969 | Hitnotering: 12-04-1969 t/m 03-05-1969 | Hitnotering: 12-04-1969 t/m 03-05-1969 | Hitnotering: 12-04-1969 t/m 03-05-1969 | Hitnotering: 12-04-1969 t/m 03-05-1969 |
| Week                                   | 1                                      | 2                                      | 3                                      | 4                                      |                                        |
| -------------------------------------- | -------------------------------------- | -------------------------------------- | -------------------------------------- | -------------------------------------- | -------------------------------------- |
| Nummer                                 | 36                                     | 23                                     | 27                                     | 36                                     | uit                                    |

### NPO Radio 2 Top 2000
| Nummer met noteringen in de NPO Radio 2 Top 2000 | '99  | '00 | '01  | '02  | '03  | '04  | '05  | '06  | '07  | '08  | '09 | '10  |
| ------------------------------------------------ | ---- | --- | ---- | ---- | ---- | ---- | ---- | ---- | ---- | ---- | --- | ---- |
| You've Made Me So Very Happy                     | 1138 | -   | 1143 | 1674 | 1703 | 1532 | 1658 | 1609 | 1584 | 1603 | -   | 1893 |

1. ↑  Een '-' betekent dat het nummer niet was genoteerd en een vetgedrukt getal geeft de hoogste notering aan.
2. ↑  Deze tabel is bijgewerkt tot en met de laatste editie (2024).